# Александрос Корізіс
Але́ксандрос Корізі́с (грец. Αλέξανδρος Κορυζής; 1885 — 18 квітня 1941) — прем'єр-міністр Греції упродовж кількох місяців 1941 року.

## Політична кар'єра
Вступив на пост глави уряду 29 січня 1941 року, коли помер його попередник, диктатор Іоанніс Метаксас, під час війни з італійцями. До цього очолював Банк Греції. Незважаючи на фактичну відсутність влади (уряд цілковито контролював король), Корізіс намагався стримувати вторгнення Німеччини 6 квітня. Менш ніж за два тижні, 18 квітня, коли нацистські війська увійшли до Афін, Корізіс скоїв самогубство, застрелившись. Після його смерті було поширено офіційну версію, що причиною смерті прем'єра став серцевий напад, щоб стримати масову паніку в Афінах.
Нині на острові Порос, де народився Александрос Корізіс, діє музей присвячений життю й діяльності політика.